# Pamela Coke-Hamilton
Pamela Rosemarie Coke-Hamilton es una abogada jamaiquina experta en comercio que se desempeña como directora ejecutiva del Centro de Comercio Internacional (ITC) desde el 1 de octubre de 2020

## Educación
Coke-Hamilton fue a la escuela Manchester High School en Mandeville, Jamaica. Asistió a la Universidad de las Indias Occidentales donde se graduó en Economía y Relaciones Internacionales. Continuó sus estudios en Washington, D. C, donde se convirtió en doctora en Derecho en la Facultad de Derecho de la Universidad de Georgetown.

## Carrera
Coke-Hamilton comenzó su carrera en el Ministerio de Relaciones Exteriores y Comercio Exterior de Jamaica. Desde 2007 a 2009 se desempeñó como directora de Comercio, Turismo y Competitividad de la Organización de Estados Americanos (OEA). a 2009. En 2008 prestó testimonio ante la Comisión de Comercio Internacional de los Estados Unidos sobre el comercio caribeño.
Desde 2011 hasta 2019, Coke-Hamilton se desempeñó como directora ejecutiva de la Agencia de Desarrollo de Exportaciones del Caribe (CEDA). Durante el tiempo en el cargo, estableció "Exportadora caribeña del año"  y una "Plataforma de mujeres empoderadas a través de la exportación" (Women Empowered through Export - WeXport) que permitió ayudar a reducir las desventajas experimentadas por las empresas propiedad de mujeres en el acceso a los mercados.
Anteriormente directora de la División de Comercio Internacional y Productos Básicos de la UNCTAD, en 2020 se convirtió en directora ejecutiva del Centro de Comercio Internacional. Advirtió en noviembre de ese año sobre la guerra comercial de perder-perder que estaba surgiendo entre Estados Unidos y China. Fue perjudicial para todos los consumidores involucrados y "compromete la estabilidad de la economía global y el crecimiento futuro" 
En 2020, el secretario general de las Naciones Unidas, António Guterres, la nombró directora ejecutiva del ITC, de la agencia conjunta de la Conferencia de las Naciones Unidas sobre Comercio y Desarrollo (UNCTAD) y de la Organización Mundial del Comercio.(OMC) para el comercio y el desarrollo empresarial internacional..

## Reconocimientos
Coke-Hamilton recibió un doctorado honoris causa por la Universidad de las Indias Occidentales en reconocimiento a la ayuda que les había brindado para ayudarlos a establecer un curso de maestría en Política Comercial Internacional.

## Publicaciones
- Accelerating Trade and Integration in the Caribbean: Policy Options for Sustained Growth, Job Creation, and Poverty Reduction, 2009, World Bank. (coautor).[13]